# Зимний чемпионат России по плаванию 2004
Зимний чемпионат России по плаванию 2004 года прошёл с 8 по 11 февраля в Чехове, Московская область во дворце спорта «Олимпийский».
По итогам чемпионата была сформирована сборная России для выступления на чемпионате Европы в Мадриде в мае.

## Призёры

### Мужчины

#### 50 м, вольный стиль
Андрей Капралов (Санкт-Петербург-1) — 22,48

 Павел Балашов (Москва-1) — 23,06

 Максим Скрынников (Волгоградская область) — 23,12

#### 100 м, вольный стиль
Андрей Капралов (Санкт-Петербург-1) — 49,78

 Иван Усов (Омская область — Красноярский край) — 50,17

 Евгений Лагунов (Санкт-Петербург-1 — Архангельская область) — 50,21

#### 200 м, вольный стиль
Андрей Капралов (Санкт-Петербург-1) — 1.49,65

 Максим Кузнецов (Калужская область) — 1.50,38

 Юрий Уфимцев (Москва-1) — 1.50,68

#### 400 м, вольный стиль
Юрий Прилуков (Свердловская область) — 3.52,66

 Алексей Филипец (Ростовская область) — 3.56,45

 Александр Гурьянов (Коми) — 3.58,33

#### 800 м, вольный стиль
Евгений Нацвин Новосибирская область) — 8.12,65

 Валентин Уманец (Волгоградская область) — 8.12,98

 Александр Гурьянов (Коми) — 8.15,38

#### 1500 м, вольный стиль
Юрий Прилуков (Свердловская область) — 15.23,02

 Алексей Филипец (Ростовская область) — 15.24,42

 Алексей Ковригин (Красноярский край) — 15.25,07

#### 50 м на спине
Сергей Маков (Алтайский край) — 26,34

 Дмитрий Смирнов (Санкт-Петербург-1) — 26,43

 Евгений Алешин Нижегородская область) — 26,53

#### 100 м на спине
Евгений Алешин Нижегородская область) — 55,59

 Сергей Маков (Алтайский край) — 57,18

 Аркадий Вятчанин (Ростовская область) — — 57,35

#### 200 м на спине
Евгений Алешин Нижегородская область) — 2.01,39

 Александр Тарабрин (Волгоградская область) — 2.02,59

 Михаил Гвоздев (Ростовская область) — 2.04,38

#### 50 м, брасс
Роман Ивановский (Самарская область — Волгоградская область) — 28,87

 Дмитрий Коморников (Москва-1) — 28,88

 Денис Гришин (ХМАО — Югра — Санкт-Петербург-1) — 29,06

#### 100 м, брасс
Дмитрий Коморников (Москва-1) — 1.02,15

 Роман Ивановский (Самарская область — Волгоградская область) — 1.02,41

 Денис Гришин (ХМАО — Югра — Санкт-Петербург-1) — 1.02,68

#### 200 м, брасс
Дмитрий Коморников (Москва-1) — 2.13,37

 Сергей Герасимов Новосибирская область) — 2.13,73

 Андрей Иванов (Санкт-Петербург-1) — 2.13,94

#### 50 м, баттерфляй
Евгений Коротышкин (Москва-1) — 24,08

 Николай Скворцов (Калужская область) — 24,16

 Александр Пергаев (Курская область) — 24,93

#### 100 м, баттерфляй
Николай Скворцов (Калужская область) — 53,18

 Евгений Коротышкин (Москва-1) — 53,19

 Владислав Куликов (Москва-1) — 54,09

#### 200 м, баттерфляй
Николай Скворцов (Калужская область) — 1.57,60

 Анатолий Поляков (Ростовская область) — 1.59,70

 Денис Дорохов (Ярославская область) — 2.05,59

#### 200 м, комплексное плавание
Игорь Березуцкий (Волгоградская область) — 2.04,49

 Алексей Зацепин (Татарстан) — 2.04,95

 Владимир Барановский Омская область) — 2.07,04

#### 400 м, комплексное плавание
Алексей Ковригин (Красноярский край) — 4.25,15

 Андрей Крылов (Москва-1) — 4.25,59

 Сергей Прохоров (Ульяновская область) — 4.33,74

#### Эстафета 4 × 100 м, вольный стиль
Санкт-Петербург-1 (Евгений Лагунов, Дмитрий Смирнов, Леонид Хохлов, Андрей Капралов) — 3.23,56

 Уральский ФО-1 (Степан Ганзей, Сергей Егошин, Алексей Захаров, Юрий Прилуков) — 3.24,88

 Омская область (Игорь Ивакин, Дмитрий Чернышов, Иван Усов, Владислав Аминов) — 3.24,99

#### Эстафета 4 × 200 м, вольный стиль
Сб. команда России (Максим Кузнецов, Денис Родкин, Юрий Уфимцев, Андрей Капралов) — 7.26,79

 Уральский ФО (Степан Ганзей, Юрий Прилуков, Алексей Захаров, Павел Кательников) — 7.29,83

 Санкт-Петербург-1 (Илья Жаров, Алесандр Русин, Антон Токарев, Евгений Лагунов) — 7.35,78

#### Комбинированная эстафета 4 × 100 м
Волгоградская область (Александр Тарабрин, Роман Ивановский, Игорь Березуцкий, Максим Скрынников) — 3.43,76

 Санкт-Петербург-1 (Дмитрий Смирнов, Григорий Фалько, Илья Скрыдлов, Андрей Капралов) — 3.43,84

 Москва-1 (Дмитрий Семёнов, Дмитрий Коморников, Евгений Коротышкин, Павел Балашов) — 3.44,81

### Женщины

#### 50 м, вольный стиль
Марина Чепуркова (Москва-1) — 25,99

 Вера Пентер (Ленинградская область) — 26,13

 Светлана Федулова (Санкт-Петербург-1) — 26,19

#### 100 м, вольный стиль
Светлана Карпеева (ХМАО — Югра — Омская область) — 57,42

 Светлана Федулова (Санкт-Петербург-1 — Коми) — 57,66

 Екатерина Насырова (Самарская область — Свердловская область) — 58,14

#### 200 м, вольный стиль
Дарья Паршина (Волгоградская область — Пензенская область) — 2.02,39

 Полина Шорникова (Волгоградская область — Кировская область) — 2.03,07

 Ольга Павлова (Волгоградская область — Оренбургская область) — 2.03,86

#### 400 м, вольный стиль
Полина Шорникова (Волгоградская область — Кировская область) — 4.17,22

 Дарья Паршина (Волгоградская область — Пензенская область) — 4.18,18

 Анастасия Иваненко (Коми) — 4.19,56

#### 800 м, вольный стиль
Дарья Паршина (Волгоградская область — Пензенская область) — 8.43,75

 Полина Шорникова (Волгоградская область — Кировская область) — 8.48,57

 Анастасия Иваненко (Коми) — 8.49,60

#### 1500 м, вольный стиль
Анастасия Иваненко (Коми) — 16.48,81

 Екатерина Селиверстова (Москва-1) — 16.58,07

 Ксения Попова (Липецкая область) — 16.58,82

#### 50 м на спине
Станислава Комарова (Москва-1) — 29,30, РР

 Дарья Белякина (Рязанская область) — 30,29

 Наталья Обвинцева (Челябинская область) — 30,30

#### 100 м на спине
Станислава Комарова (Москва-1) — 1.01,80

 Татьяна Ольховикова (Белгородская область) — 1.04,43

 Мария Никитина (Москва-2) — 1.04,68

#### 200 м на спине
Станислава Комарова (Москва-1) — 2.11,97

 Татьяна Ольховикова (Белгородская область) — 2.17,76

 Ирина Жибурт (ХМАО — Югра) — 2.20,15

#### 50 м, брасс
Елена Богомазова (Санкт-Петербург-1) — 31,82

 Екатерина Кормачева (Москва-1) — 32,73

 Агата Волощук (Омская область — Читинская область) — 32,83

#### 100 м, брасс
Елена Богомазова (Санкт-Петербург-1) — 1.09,63

 Екатерина Кормачева (Москва-1) — 1.10,45

 Наталья Ловцова (Волгоградская область) — 1.11,10

#### 200 м, брасс
Екатерина Кормачева (Москва-1) — 2.30,21

 Ксения Верещагина (Волгоградская область — Кировская область) — 2.30,49

 Елена Богомазова (Санкт-Петербург-1) — 2.31,86

#### 50 м, баттерфляй
Наталья Сутягина (Пензенская область) — 27,47

 Василиса Владыкина Омская область) — 27,62

 Ирина Беспалова (Санкт-Петербург-1 — Архангельская область) — 27,75

#### 100 м, баттерфляй
Наталья Сутягина (Пензенская область) — 59,45

 Екатерина Виноградова (Москва-1) — 1.00,49

 Ирина Беспалова (Санкт-Петербург-1 — Архангельская область) — 1.00,66

#### 200 м, баттерфляй
Екатерина Виноградова (Москва-1) — 2.13,85

 Наталья Сутягина (Пензенская область) — 2.14,08

 Мария Булахова (Волгоградская область) — 2.16,19

#### 200 м, комплексное плавание
Яна Толкачева (Волгоградская область — Кировская область) — 2.17,40

 Дарья Белякина (Рязанская область) — 2.17,46

 Оксана Веревка (ХМАО — Югра) — 2.17,60

#### 400 м, комплексное плавание
Яна Мартынова (Татарстан) — 4.45,11

 Яна Толкачева (Волгоградская область — Кировская область) — 4.54,63

 Анна Маркова (Москва-1) — 4.56,14

#### Эстафета 4 × 100 м, вольный стиль
Волгоградская область (Мария Майорович, Екатерина Береснева, Полина Шорникова, Дарья Паршина) — 3.52,74

 Приволжский ФО (Кира Володина, Виктория Малютина, Ольга Павлова, Яна Толкачева) — 3.54,71

 Уральский ФО (Наталья Шалагина, Алина Холтобина, Анна Тарачева, Олеся Кот) — 3.55,68

#### Эстафета 4 × 200 м, вольный стиль
Волгоградская область (Лариса Ильченко, Яна Толкачева, Ольга Павлова, Дарья Паршина) — 8.18,81

 Уральский ФО (Светлана Карпеева, Наталья Троицкая, Оксана Старцева, Наталья Шалагина) — 8.25,23

 Приволжский ФО (Кира Володина, Елена Гырдымова, Яна Мартынова, Юлия Плотникова) — 8.35,30

#### Комбинированная эстафета 4 × 100 м
Москва-1 (Станислава Комарова, Екатерина Кормачева, Екатерина Виноградова, Марина Чепуркова) — 4.11,46

 Приволжский ФО (Алена Ключникова, Анна Валькова, Наталья Сутягина, Екатерина Насырова) — 4.15,02

 Санкт-Петербург-1 (Валентина Запатрина, Елена Богомазова, Ирина Беспалова, Светлана Федулова) — 4.15,89